# RHOJ
RHOJ‏ (Ras homolog family member J) هوَ بروتين يُشَفر بواسطة جين RHOJ في الإنسان.